# Tournoi de Wimbledon 1884
Pour un article plus général, voir Tournoi de Wimbledon.
Résultats détaillés de l’édition 1884 du championnat de tennis de Wimbledon qui est disputée du 5 au 19 juillet 1884.

## Palmarès
| Tableau          | Vainqueurs                     | Vainqueurs  | Score              | Finalistes                   | Finalistes  |
| ---------------- | ------------------------------ | ----------- | ------------------ | ---------------------------- | ----------- |
| Simple dames     | Maud Watson                    | Royaume-Uni | 6-8, 6-3, 6-3      | Lillian Watson               | Royaume-Uni |
| Simple messieurs | William Renshaw                | Royaume-Uni | 6-0, 6-4, 9-7      | Herbert Lawford              | Royaume-Uni |
| Double messieurs | William Renshaw Ernest Renshaw | Royaume-Uni | 6-3, 6-1, 1-6, 6-4 | Ernest Lewis Edward Williams | Royaume-Uni |

## Simple messieurs
Finale : William Renshaw  Royaume-Uni bat Herbert Lawford  Royaume-Uni 6-0, 6-4, 9-7

## Simple dames
|  |                |  |   |   |   |
|  | Finale         |  |   |   |   |
|  |                |  |   |   |   |
|  |                |  |   |   |   |
|  | Maud Watson    |  | 6 | 6 | 6 |
|  | Maud Watson    |  | 6 | 6 | 6 |
|  | Lillian Watson |  | 8 | 3 | 3 |